# Кейн, Марк
Марк Кейн (англ. Mark A. Cane; род. 20 октября 1944, Бруклин, Нью-Йорк) — американский климатолог и океанограф, исследователь Эль-Ниньо, специалист по тропической океанографии и моделированию климата, палеоклиматолог. Член Национальной АН США (2013), доктор философии (1975), эмерит-профессор Колумбийского университета. Наиболее известен разработкой модели Эль-Ниньо.

## Биография
Окончил Гарвард по прикладной математике (бакалавр magna cum laude, 1965, магистр, 1966), принимался в Phi Beta Kappa. В 1975 году в MIT получил степень доктора философии по метеорологии (науч. рук-ль Джул Чарни). С 1976 года преподаёт в Колумбийском университете, где ныне именной профессор-эмерит (G. Unger Vetlesen Professor).
Фелло Американской академии искусств и наук (2002), Американского геофизического союза (1995), Американской ассоциации содействия развитию науки (1995), Американского метеорологического общества (1993), Oceanography Society (2015).
Автор около 250 работ, одной книги, — по широкой тематике в океанографии и климатологии. В исследовании с соавторами, опубликованном в Nature в 2011 году, вывел, что появление засух, вызванных Эль-Ниньо — случающегося каждые три-семь лет, — удваивает риск возникновения гражданских войн в десятках тропических стран.
Награды и отличия
- Sverdrup Gold Medal Award[англ.] (1992)
- Robert L. and Bettie P. Cody Award in Ocean Sciences (2003)[9]
- Norbert Gerbier-Mumm International Award (2009)
- Maurice Ewing Medal[англ.] (2013)[10]
- Vetlesen Prize (2017, совместно с S. George Philander[нем.])[11][12]